# Samostan Hor Virap
Samostan Hor Virap (armensko: Խոր Վիրապ, 'globoka ječa' ) je armenski samostan, ki stoji na Araratski planoti v Armeniji, blizu zaprte meje s Turčijo, približno 8 kilometrov južno od Artašata, v provinci Ararat, na ozemlju antičnega Artaksata . Artaksat je bilo veliko trgovsko mesto in glavno mesto antične Armenije v času vladavine kralja Artaksija I., ustanovitelja rodbine Artaksiadov antičnega kraljestva Armenija. Samostan je gostil teološko semenišče in je bil rezidenca armenskih katolikosov.
Znamenitost Hor Virapa kot samostanskega in romarskega mesta je pripisana Gregorju Razsvetitelju, ki je bil sprva približno 14 let zapornik armenskega kralja Tiridata III. Sveti Gregor je postal kraljev verski mentor in ti so bili v državi zadolženi za spreobračanje. Leta 301 je bila Armenija prva država na svetu, ki je bila razglašena za krščanski narod . Kapelo je najprej leta 642 na mestu Hor Virap zgradil Narzes III. Graditelj, kot znak čaščenja svetega Gregorja. Skozi stoletja so ga večkrat prenavljali. Leta 1662 je bila okoli ruševin stare kapele zgrajena večja kapela znana kot sv. Astvacacin (Sveta mati Božja), samostan, refektorij in celice menihov. Zdaj v tej cerkvi poteka redno bogoslužje. Je med  najbolj obiskanimi romarskimi kraji v Armeniji.

## Etimologija
Kraj zapora virap nerk'in je postal znan kot Virap ali hor ('globok'); virap pa pomeni tudi 'najnižja jama'.

## Geografija
Hor Virap stoji na hribu v kraju Pokr Vedi; vas je od glavne ceste oddaljena 4 km. Erevan, glavno in največje mesto Armenije, je 30 km proti severu. Stoji približno 100 metrov stran od zaprte turško-armenske meje (ograjene z bodečo žico) in jo branijo ruske vojaške ustanove, ki varujejo problematično obmejno območje . 
Samostan je obdan z zelenimi pašniki in vinogradi na Araratski planoti, s pogledom na goro Ararat. Reka Aras (ali Arakas) teče blizu, samostan pa je nasproti kraja Aralıka v Turčiji.

## Zgodovina
Kralj Artaksij I., ustanovitelj rodbine Artaksiadov, je ustanovil svojo armensko prestolnico v Artašatu (znan tudi kot Artakstisata) okoli leta 180 pr. n. št. Verjame se, da je bil Hanibal, kartažanski general, ki ga je Rim preganjal, tudi ključnega pomena za ustanovitev Artašata. Artašat je ostal glavno mesto rodbine do vladavine kralja Kosrova III. (330–339), ko ga je preselil v Dvin. Pozneje je Artašat uničil perzijski kralj Šapur II. Artašat je blizu griča Hor Virap . Dokler ni bila zgrajena kapela, je bil Hor Virap uporabljen kot kraljevi zapor.

### Legenda
Ko je kralj Tiridat III. vladal Armeniji, je bil njegov pomočnik kristjan Gregor Lusavorič, ki je pridigal krščansko vero. Vendar Tiridat, privrženec poganske religije, ni bil zadovoljen, ker je imel svetovalca  druge religije in podvrgel Gregorja hudemu mučenju. Ko je kralja dosegla vest, da je Gregorjev oče Anak Partski odgovoren za umor kraljevega očeta, je kralj ukazal, da Grgorjeve roke in noge zvežejo in ga vržejo v Hor Virap, da bi umrl v temni ječi, ki je bila v Artašatu. Tudi Gregorjeva zavrnitev daritve boginji Anahiti (starodavna iranska boginja vode, plodnosti in modrosti) je izzvala kralja, da ga je mučil in obsodil na zapor v Hor Virapu . Nato je bil pozabljen, kralj pa je vodil vojne in preganjanja med krščanskimi manjšinami . Vendar Gregor v svojih 13 letih zapora ni umrl. Njegovo preživetje so pripisali krščanski vdovi iz lokalnega mesta, ki je pod vplivom čudnega sanjskega vida redno hranila Gregorja tako, da je v jamo vrgla hlebec sveže pečenega kruha.
V tem obdobju se je rimski cesar Dioklecijan hotel poročiti s čudovitim dekletom in poslal agente, da bi poiskali najlepšo žensko. V Rimu so našli deklico z imenom Rhipsime, ki je bila pod nadzorom opatinje Gajane v krščanskem samostanu. Ko je Rhipsime slišala za kraljev predlog za poroko, je pobegnila v Armenijo, da bi se izognila poroki. Začelo se je z iskanjem deklice in kaznovanjem ljudi, ki so ji pomagali pobegniti, na koncu pa je Rhipsime našel Tiridiat in jo dal prisilno pripeljali v svojo palačo. Potem ko jo je neuspešno poskušal prepričati, je ukazal, naj jo vlečejo v njegovi prisotnosti tako, da ji nataknejo ovratnik okoli vratu v upanju, da bi jo prepričal, da se bo poročila z njim.
Vendar je sledilo preganjanje in umor Rhipsime, Gaiane in mnogih kristjanov. Takrat je Tiridatova sestra Hosrovidukt imela videnje, kjer ji je angel pripovedoval o zaporniku Gregorju v mestu Artašat, ki bi muke lahko končal z besedami »ko bo prišel, te bo naučil zdravil za vse tegobe«. Ljudje se niso zanašali na to vizijo, saj je večina mislila, da je Gregor umrl, ko so ga vrgli v jamo. Toda Hosrovidukt je imela iste sanje večkrat, na koncu je zagrozila, da bodo nastale hude posledice, če se ne bodo upoštevala sanjska navodila. Princ Avtaj je bil zadolžen, da je dobil Gregorja iz Hor Virapa. Šel je do jame in zavpil na Gregorja, rekoč: »Gregor, če si nekje tam spodaj, pridi ven. Bog, ki ga častiš, je zapovedal, naj te pripeljejo«. Gregorja so pripeljali v bednem stanju. Odpeljali so ga k kralju, ki se je znorel, trgajoč svojo kožo. Gregor je kralja ozdravil. Gregor je vedel za vsa storjena grozodejstva in je videl trupla mučencev, ki so jih kasneje kremirali. Kralj je v spremstvu svojega dvora pristopil k Gregorju in prosil odpuščanja za vse grehe, ki so jih storili. Gregor je odslej začel pridigati krščanstvo kralju, dvoru in njegovi vojski.
Kralj Tiridat, ki je krščanstvo sprejel kot svojo vero po čudežnem ozdravljenju, ki ga je izvedel Gregorjev  božji poseg, je leta 301 razglasil krščanstvo za državno vero v Armeniji. Gregor je postal cezarejski škof in je služil pri kralju do približno leta 314.
Druga različica pravi, da se je Tiridat spreobrnil v krščanstvo, je bila strateška poteza, da bi ustvaril nacionalno enotnost, da bi preverili hegemonijo zoroastrskih Perzijcev in poganskega Rima, od takrat pa je krščanska cerkev v Armeniji delovala kot močan vpliv.

## Arhitektura
Cerkev
Nersesova kapela, zgrajena v 5. stoletju okoli znamenite jame, je bila iz belega apnenca . Čeprav na videz navaden, je bil samostan zgrajen okoli velikega ograjenega prostora, ki je obdajal ruševine stare kapelice. Ta cerkev ima dvanajststranski tambur in kupolo in je posvečena sv. Astvacacini. Oltarna prižnica je lepo okrašena. Čeprav je večina armenskih cerkva usmerjena v smeri vzhod-zahod in postavlja oltar na vzhodni konec, je kapela sv. Gevorga usmerjena severozahod-jugovzhod .
Jama
Jama, v kateri je bil zaprt Gregor, je jugozahodno od glavne cerkve, pod kapelo sv. Gevorga, majhna bazilika s polkrožno apsido. Od dveh jam v kapeli je Gregorjeva dlje od prve, globoka 6 metrov in široka 4,4 metra. Jama je dosegljiva skozi dve neoznačeni luknji. Majhna komora, vijugasto stopnišče in lestev vodijo do majhnega ograjenega prostora v jami. Desno od oltarja v ječi je glavna soba. Dolga lestev se od tu spušča do velike celice dokaj dobre velikosti, ki je bila zapor Gregorja Lusavoriča. Spust po vodnjaku je do globine 60 metrov. Jama je dobro osvetljena, vendar je za plezanje po kovinski lestvi potreben trden čevelj. V jamah je tudi v poletnih mesecih izredno vlažno, zato je treba biti previden in ne prinašati sveč.

## Posest in okolica
Cerkev iz 17. stoletja, zgrajena okoli jame, je preprosta zgradba, ki jo obdaja veliko dvorišče in  je videti kot kompleks trdnjave.
Arheološka najdišča so izkopavali od leta 1970 na trinajstih gričih (največja višina 70 metrov) okoli Hor Virapa in vse do rečne doline. Izkopavanja na gričih 1 in 4 ter odseki 5, 7 in 8 ter delu zemljišča med gričema 1 in 2 potekajo. [20] Nekatera arheološka izkopavanja so bila izvedena tudi zunaj zidov cerkve pri mestu Artašat, glavnem mestu rodbine Tiridat. Poleg starodavnih kovancev in keramičnih črepinj so odkrili dobro ohranjene utrdbe iz blatne opeke na severnem pobočju 3. griča s severovzhoda. 

## Kultura
Praznovanje
Obletnico izročitve Gregorja praznujejo tudi v Razsvetiteljevi stolnici, zgrajeni v Erevanu. Na novoletni dan s Hor Virapa prinesejo luč kot versko praznovanje . V nedavnem dogodku se je katolikos Garegin II. spustil po isti globoki zaporniški jami, kjer je bil prvi katoličan Gregor zaprt in izstopil iz jame, tako da je držal prižgano svečo kot simbol luči, ki je osvetlila Armence pred več stoletji . Kot romarsko središče ljudje obiščejo Hor Virap zaradi krsta ali po poroki, da bi opravili matagh, žrtvovanje živali.
Turizem
Samostan privabi zelo veliko turistov, tu pa je kar nekaj kioskov s spominki. Za obiskovalce je zanimiva izpustitev golobov s Hor Virapa z upanjem, da bodo leteli na goro Ararat.
Sredi 1990-ih so mladi prostovoljci kanadske mladinske misije v Armeniji, CYMA, pomagali pri obnovi / rekonstrukciji stolnice.

## Pomembni obiskovalci
Zgodnji evropski obiskovalci Hor Virapa so bili Joseph Pitton de Tournefort, francoski botanik (približno 1700), vikont James Bryce, britanski akademik (1876), H. F. B. Lynch, britanski popotnik (1893). Papež Frančišek je samostan obiskal leta 2016. 

## Galerija
- Podzemni vhod v Hor Virap (jama).
- Vhod.
- Pogled na kupolo in boben sv. Astvacacine.
- Portal do kleti Hor Virapa (globoke jame), kamor je bil vtaknjen Gregor.
- Notranjost cerkve.
- Molitvena celica.